# 올리비우 다 호자
올리비우 다 호자(포르투갈어: Olivio da Rosa, 1986년 10월 2일 ~ )는 이보(Ivo 이부[*]로 불리는 브라질의 축구 선수로 현재 중국 갑급리그의 옌볜 룽딩에서 미드필더로 활약하고 있다.

## 축구인 경력

### 선수 경력
2007년 주벤투지에서 프로 무대에 데뷔하였으며 2010년 2월 21일 파우메이라스로 이적하였고 포르투게자를 거쳐 K리그의 인천 유나이티드에 둥지를 틀었다. 2012년 7월 26일 대구와의 리그 경기에서 데뷔골을 터뜨렸다. 2012 시즌을 마치고 브라질로 돌아갔다가 다시 2014년에 인천 유나이티드에 재영입 되었다.